# Amphiura lunaris
Amphiura lunaris is een slangster uit de familie Amphiuridae.
De wetenschappelijke naam van de soort werd in 1878 gepubliceerd door Theodore Lyman.